# Аббас, Сундус
Сундус Аббас (род. XX век) — иракская активистка за права женщин. Как исполнительный директор Института женского лидерства в Багдаде, она работала над улучшением ситуации с женскими правами.
Аббас получила образование политолога. Она работала над расширением участия иракских женщин в политических партиях, участвовала в разработке и внесении поправок в конституцию, а также в деятельности по национальному примирению и урегулированию конфликтов. Она писала статьи для основных ежедневных газет Ирака на тему прав женщин и проводила пресс-конференции, посвященные проблемам, волнующим женщин, проводила занятия по вопросам принятия решений. Аббас путешествовала по Ближнему Востоку, принимая участие в женских конференциях и семинарах.
В 2007 году она получила Международную женскую премию за отвагу.